# Astroboy (banda)
Astroboy es una banda uruguaya de indie rock surgida en julio de 2002 y originalmente disuelta en 2008. En 2023 volvieron a los escenarios para celebrar los 20 años de su disco 5 estrellas, retomando su actividad como banda.

## Inicios
Martín Rivero (voz) es compañero de Javier Vaz Martins (bajo) en la licenciatura de comunicación. Una vez amigos, Javier invita a Martín a reunirse con Leandro Boné (guitarra), un amigo suyo de la ciudad de Colonia que estaba en Montevideo estudiando fotografía, para analizar la posibilidad de armar una banda.
En la primera reunión se descubren gustos similares por la música y pactan hacer el primer ensayo en el garaje de Pablo Fiallo, baterista y amigo de Martín, con el cual ya había tocado otras veces.
Tras los primeros ensayos se descubre la necesidad de otra guitarra por lo cual Leandro y Javier proponen la incorporación de Francisco Risso. Esta formación no se vio alterada y es la formación actual de Astroboy.

## Primeros conciertos
El primer concierto fue llevado a cabo en la ciudad de Colonia del Sacramento, bajo el nombre de "Club 15 años", con una gran cantidad de covers. La gente reaccionó bien ante el espectáculo y se hicieron más ensayos a la vez que se compusieron temas nuevos. Ya bajo el nombre de Astroboy se presentaron en una fiesta en el Bvar. Artigas (Montevideo). La buena recepción de la mayoría del público llevó a más conciertos y la grabación de los primeros demos.

## Grabaciones
Los primeros demos en ser grabados fueron "Mi reserva" y "Did I Tell You?", ambos grabados en Colonia del Sacramento. Este último atrajo la atención de un conductor de radio del medio local (Maximiliano Angelieri) quien lo difundió un tiempo en la ya desaparecida "X FM". Poco tiempo después, la banda firmó contrato con Bizarro Records y comenzó la grabación de su primer EP titulado 5 estrellas. El disco fue grabado en Colonia del Sacramento en agosto de 2003 y fue bien aceptado por la gente y las radios, las cuales difundieron "Mi reserva" con una rotación muy positiva para la banda.

## Auge de su carrera
En el verano de 2004 hicieron algunos conciertos en la costa del país y para mediados del mismo año la banda se presentó como telonera del grupo argentino Babasónicos en el Cine Teatro Plaza ante 2200 personas, hubo un aliento mucho más de lo previsto para una banda soporte.
Para esa época ya se encontraban en el trabajo de postproducción de su primer álbum de estudio Automática, bajo la producción artística del argentino Mariano Esaín. El disco fue lanzado en octubre de 2004.
En octubre de ese mismo año, la banda llegó a la cúspide de su carrera tocando en "El Centenariazo", un evento llevado a cabo en el Estadio Centenario, al cual asistieron más de 25.000 personas y tocaron Los Piojos, La Vela Puerca, Buenos Muchachos, Buitres Después de la Una y Trotsky Vengarán. En noviembre de 2006 tocaron en la Fiesta de la X, en el Parque Batlle.
Luego de un 2006 muy exitoso, tocando en varios escenarios llenos de fanes, la banda saco su segundo álbum, Big for the City. El corte de difusión "In the City" comienzo a sonar por el mes de marzo de 2007, haciendo estragos en los oídos de muchos de los fanes. Fines de abril del mismo año, la banda se presentó en un boliche de la Ciudad Vieja, y ahí se vende la primera partida del disco tan esperado Big for the City, sin duda, un gran disco que va a dejar muy bien posicionada a la banda tanto local como internacionalmente. Por qué el nombre de Big for the City para el disco, dejemos que lo conteste Javier, el bajista de la banda: 
"Básicamente resume un sentimiento que se suele tener en los lugares chicos. Montevideo es chico. Salís a la noche y la oferta es poco, vas a los mismos lugares, ves la misma gente, las opciones son pocas. Todo de a poco te empieza a aburrir de cierta manera y te empezás a sentir un poco más grande, o la ciudad más chica. Los que quieren lo pueden entender como que estamos "agrandados", pero la verdad es que no. Simplemente tenemos ganas de mostrar lo que hacemos en otro lado. Ya tocamos en muchos lugares en Montevideo, ya no quedan, y nuestro objetivo no es llenar el Estadio Centenario. Sabemos que hay más para nosotros afuera. Por suerte sabemos ingeniarnos para seguir disfrutando de Montevideo".
Los directores argentinos Juan Schnitman y Andrés Estrada fueron los encargados de dirigir el documental Grande para la ciudad, un documental sobre la grabación del disco Big for the City y que refleja la dura travesía del grupo para darse a conocer a nivel internacional. El metraje, de 82 minutos muestra la lucha "contra la corriente" que la banda emprende para sobrevivir en Montevideo con su música, influenciada por los ritmos británicos que escapan de lo convencional.

## Reunión
El 26 de junio de 2023 anunciaron, mediante un posteo en Instagram, que habrían noticias con respecto a la banda. Así, el 2 de agosto mediante un posteo en la misma red social, anunciaron su regreso a los escenarios para conmemora los 20 años del lanzamiento de su primer disco, 5 estrellas. El mismo se dará los días 27, 28 y 29 de octubre en Magnolio Sala.

## Influencias
- The Strokes
- John Lennon
- The Beatles
- Oasis
- The Kinks
- Blur
- The Who
- The Jam

## Discografía
- 5 estrellas (EP. Bizarro Records 2934-2. 2003)
- Automática (Bizarro Records 3095-2. 2004)
- "In the City" (Sencillo. Senhor F. 2007)
- "Big for the City" (Koala Records. 2007)